# Harry Potter și Pocalul de Foc
Harry Potter și Pocalul de Foc este al patrulea volum din seria Harry Potter.

## Rezumat
În al patrulea an la Hogwarts, Harry are din nou probleme. Primul semn al acestora apare dinaintea începerii Cupei Mondiale de Vâjt-Haț când are un vis cu Cap-de-Mort și Peter Pettigrew vorbind despre omorârea lui Harry. Altul este înaintea cursurilor, imediat după finala Cupei Mondiale de Vâjt-Haț, când un grup de Devoratori ai Morții creează haos în campingul unde poposiseră specatatorii finalei, iar pe cer apare Semnul Lordului Voldemort - creat tocmai cu bagheta lui Harry!
La Școală, este anunțată suspendarea Cupei Hogwarts la Vâjt-Haț, datorită reluării tradiției Turnirului celor Trei Vrăjitori (Tri-Wizard Tournament). Acesta este un concurs pentru studenți la diverse Școli de Magie din întreaga lume, în care participanții trebuie să treacă de trei probe foarte dificile pentru a aduce trofeul în posesia școlii lor. Pentru a participa la concurs, un student trebuie mai întâi să se înscrie prin introducerea unui bilet cu numele său în Pocalul de Foc; iar condițiile de anul acesta cer ca participanții să fie din ultimul an de studii. Condițiile fiind impuse prin restricții magice, Harry nu își face probleme, dar în mod neașteptat, se dovedește că numele lui Harry a fost totuși pus înăuntru; și nu de un prieten, după cum va remarca Sirius Black. Când Pocalul selectează un al patrulea participant, toată lumea este revoltată, însă nimic nu mai se poate schimba: Pocalul a luat decizia, și Harry va trebui să participe la turnir.
Prima probă se desfășoară la puțin timp după începerea Turnirului. Nimeni nu ar trebui să știe care este sarcina de îndeplinit în prima probă, însă Hagrid i-o dezvăluie lui Harry: patru dragoni mari, imenși, urmează să lupte contra campionilor din Turnir. Harry este nemulțumit că spectatorii ar putea să considere că trișează, dar când află că cei doi campionii din străinătate, Fleur Delacour și Viktor Krum, știu și ei la fel de multe, se decide să-i spună și lui Cedric Diggory, campionul care reprezenta Hogwarts. Dintre dragoni, cel mai rău și fioros era considerat Țintatul Maghiar, și tocmai acesta îi revine lui Harry prin tragere la sorți. Deși Harry nu prea știe cum să se descurce contra dragonului, dar cu ajutorul profesorului Moody și al lui Hermione exersează și își perfecționează vraja de chemare, Accio. Când îi vine rândul să se lupte contra dragonului, Harry reușește să își cheme mătura sa, un Fulger (Firebolt) primit cadou de la nașul său,reușind sa scape astfel din capcana de foc a dragonului. După un timp, în care dovedește că este într-adevăr foarte priceput la zburat, Harry trece de prima probă și află că oul de aur pe care l-a luat este un indiciu pentru următoarea.
A doua probă se dovedește a fi mai greu de descoperit, de pregătit și de confruntat. 
La a treia probă campionii trebuie să găsească drumul printr-un labirint magic în care se află Cupa Turnirului. Cine ia primul cupa câștigă concursul și premiul de 1000 de galeoni. După câteva peripeții în labirint, Harry și Cedric găsesc cupa în același timp. Se imboldesc unul pe altul, neștiind cine să fie cel care ia cupa, dar apoi se  gândesc să o ia amândoi în același timp. Îndată ce o ating, se trezesc într-un cimitir; deodată apare Șobo, care îl omoară pe neașteptate pe Cedric. Harry este imobilizat și legat de o piatră funerară pe care citește "Tomas Dorlent Cruplud" (Tom Marvolo Riddle). Șobo pregătește un ritual magic, pentru o creatură urâtă, scârboasă și aproape neajutorată, pe care o pune într-un ceaun; folosește apoi un "os al tatălui, dat fără știința sa" (este folosit un os din mormântul de la picioarele lui Harry), "fibră... a servitorului... dată de... bună voie" (Șobo își taie mâna dreaptă!) și "sângele dușmanului.. luat cu forța" (Șobo îl înțeapă pe Harry în braț).
După împlinirea ritualului, Cap-de-Mort reînvie și își cheamă servitorii - Devoratorii Morții. În fața lor dorește să le arate că este la fel de puternic ca și înainte: se duelează cu Harry. Însă când vraja de dezarmare a lui Harry se ciocnește de blestemul fatal (Abracadabra / Avada Kedavra) trimis de Cap-de-Mort, baghetele celor doi sunt unite în mod surprinzător de o rază aurie, care se desface și se transformă într-o rețea în formă de cupolă care-i desparte de Devoratorii Morții. După o concentrare intensă, Harry reușește să respingă un fenomen ciudat și necunoscut care are loc de-a lungul firului auriu, și pe baza unei intuiții îl împinge spre bacheta lui Voldemort. Sub cupolă încep să apară fantomele vrăjilor baghetei: mâna argintie pe care a creat-o mai devreme pentru Șobo, apoi Cedric, Bertha Jorkins, și în final Lily și James Potter, părinții lui Harry!
Aceste fantome creează o diversiune care îi oferă lui Harry timp să ajungă la portal (portkey) pentru a fi transportat instantaneu înapoi la Hogwarts. Harry respectă rugămintea lui Cedric de a duce și corpul neînsuflețit al acestuia înapoi la Hogwarts, înapoi la tatăl lui, dar pentru că după ce ajunge lângă el nu poate să-i tragă corpul greu al lui Cedric spre cupă, se folosește de o vrajă de chemare, prin care aduce cupa la el și scapă din cimitir.
Chiar ajuns înapoi la Hogwarts, pericolul nu a încetat, întrucât profesorul Moody se dovedește a fi un impostor, nimeni altul decât Barty Crouch Jr., care se folosea de PoliPoțiune (polyjuice potion) pentru a își asuma înfățișarea veteranului Alastor "Ochi-Nebun" Moody. După capturarea acestuia, urmează pregătiri pentru o nouă confruntare cu Cap de mort, mult mai periculos acum decât în anii anteriori. Harry însă trebuie să se întoarcă pe perioada vacanței la singurele sale rude de sânge, familia Dursley.